# Nova Barcelona
Il ne faut pas confondre Nova Barcelona avec Barca Nova, légende des Barcides.
Nova Barcelona (en français "Nouvelle Barcelone", en castillan "Nueva Barcelona") est le nom d'une éphémère colonie d'exilés espagnols austrophiles existant de 1735 à 1738 et qui a été créée à la suite de la défaite des partisans de la Maison de Habsbourg en Espagne face à la Maison Bourbon durant la guerre de Succession d'Espagne. Cette colonie était située au Banat de Timişoara, à l'emplacement de l'actuelle ville de Zrenjanin en Voïvodine serbe. La colonie était aussi connue sous le nom de Carlobagen ; à ne pas confondre avec Karlobag.

## Histoire

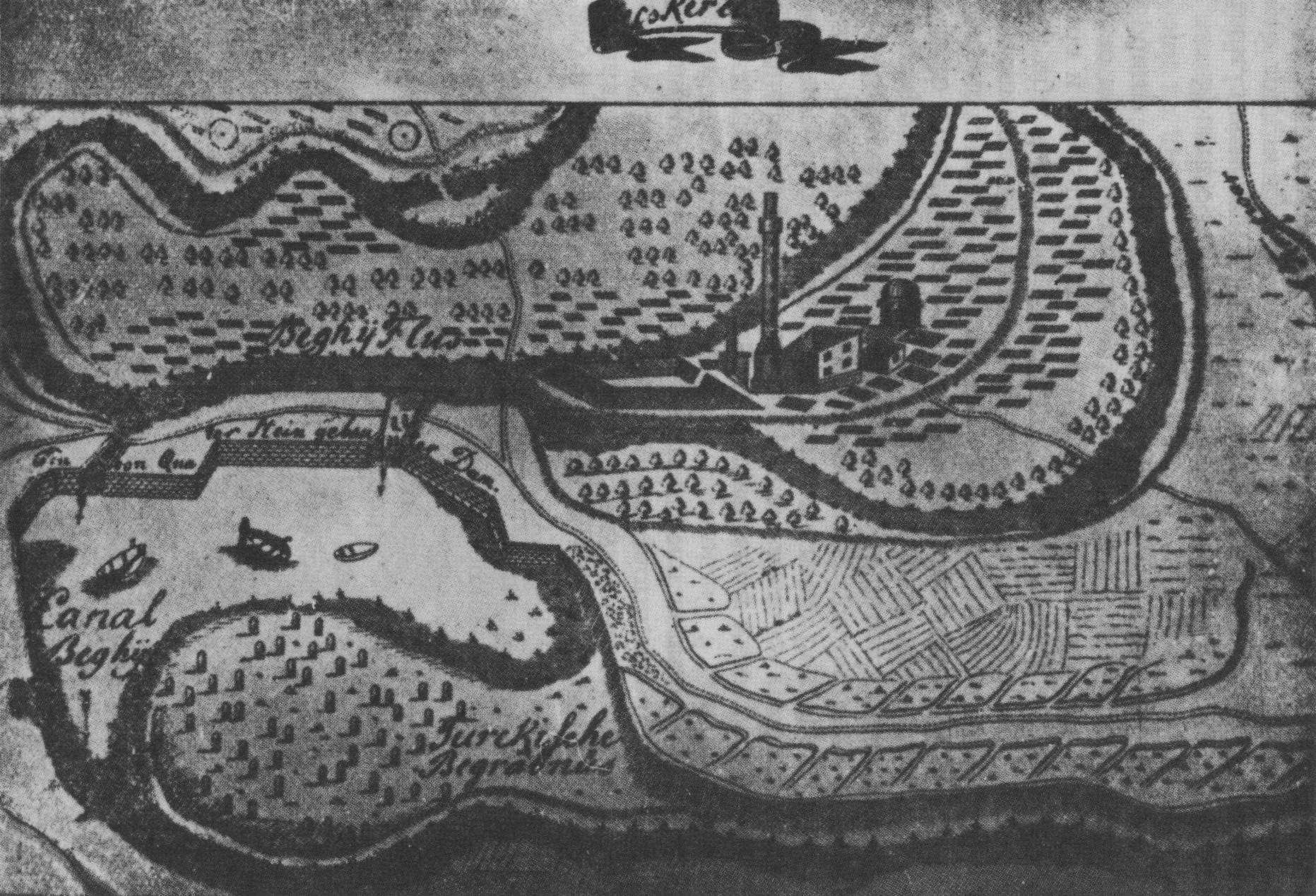
Carte de Bečkerek en 1697-1698 avec le minaret de la mosquée qui domine la ville.

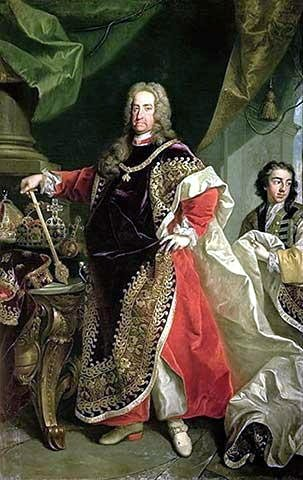
Les austrophiles étaient les partisans espagnols de Charles VI du Saint-Empire durant la guerre de Succession d'Espagne.

### La conquête Habsbourg
En octobre 1716, à la suite de la bataille de Peterwardein durant la Troisième guerre austro-turque, les Habsbourg conquièrent la ville ottomane de Bečkerek (Veliki) qu'ils renomment Zrenjanin.
Avec le Traité de Passarowitz du 21 juillet 1718, l'Empire ottoman doit céder le Banat de Temesvar à l'Archiduché d'Autriche.

### Le second exil des austrophiles
En 1735, les troupes de Philippe V d'Espagne occupent la Sicile et Naples. Pour beaucoup de Catalans qui avaient perdu la guerre de Succession d'Espagne a alors commencé un second exil cette fois à Vienne.
Perçus par l'opinion publique comme une dépense économique pour le trésor du Saint-Empire romain germanique, le monarque habsbourg Chales VI tente de convertir les réfugiés austrophiles en colons en les installant dans une région délimitée par le Danube, frontière naturelle de l'empire, et nommée Nova Barcelona.

### L'arrivée des colons
Le premier groupe d'exilés est arrivé en automne 1735, et en 1737 il y avait à Banat environ 800 exilés. Parmi ces Espagnols, les plus nombreux étaient ceux originaires de Catalogne, suivis par d'autres originaires des anciens territoires de la Couronne d'Aragon. Les recherches entreprises par l'historien Agusti Alcoberro montrent qu'ils étaient catalans, valenciens, aragonais, majorquins, et sardes. Entre 10 % et 15 % provenait de Sicile et de Naples.
Parmi les exilés se trouvaient des figures majeures de la guerre de Succession d'Espagne dont les Frères Nebot, Bac de Roda (alias Francesc Macià), Francesc de Castellví et vraisemblablement Pere Joan Barcelo.

### L'échec de la colonisation
L'installation a été un échec pour partie en raison de l'âge avancé des colons, la plupart d'entre eux étaient des vétérans de l'administration et de l'armée. Le climat du Banat, de type continental, a affecté la viabilité économique du projet d'implantation d'une ville. La peste, présente en Voïvodine en 1738, et la proximité de la région avec la menace ottomane ont constitué d'autres facteurs qui ont précipité la fin de la colonie.
L'année 1740 marque un tournant important pour les exilés avec la mort de l'empereur Charles VI, le 20 octobre. Son héritière, Marie-Thérèse d'Autriche, n'étant pas étroitement liés aux réfugiés austrophiles par le serment fait par celui-ci, abandonne la communauté espagnole face à don destin.
À partir de 1740, un grand nombre d'exilés se trouvait déjà dans les villes d'Autriche-Hongrie, en particulier à Budapest et à Vienne.

## L'héritage de la colonie
La colonie d'exilés austrophiles n'a laissé pratiquement aucune trace dans la région à l'exception du fils d'un émigré, Francesc de Vilana Perlas (fils du Marquis de Rialp), qui a été gouverneur de Timişoara entre 1753 et 1759. Selon Collin Thomas, son patronyme serait à l'origine du toponyme de Perlez, un village de la municipalité de Zrenjanin.